# NGC 4860
NGC 4860 este o galaxie eliptică situată în constelația Părul Berenicei. A fost descoperită în 21 aprilie 1865 de către Heinrich Louis d'Arrest. Se află la o distanță de 107,15 megaparseci de Pământ.